# Last of a Dyin' Breed
Last of a Dyin' Breed es un álbum de estudio de la banda estadounidense Lynyrd Skynyrd. Es el primer álbum de la banda con el bajista Johnny Colt (ex-Black Crowes y Train). El guitarrista John 5 hace una aparición estelar en el disco.

## Lista de canciones
1. Last of a Dyin' Breed (Bob Marlette, Mark Matejka, Rickey Medlocke, Gary Rossington, Dan Serafini, Johnny Van Zant) - 3:51
2. One Day at a Time (Medlocke, Rossington, J. Van Zant, Marlon Young) - 3:46
3. Homegrown (Blair Daly, Medlocke, Rossington, J. Van Zant) - 3:41
4. Ready to Fly (Audley Freed, Medlocke, Rossington, J. Van Zant) - 5:26
5. Mississippi Blood (Jaren Johnston, Medlocke, Rossington, J. Van Zant) - 2:57
6. Good Teacher (Daly, Tom Hambridge, Donnie Van Zant, J. Van Zant) - 3:07
7. Something to Live For (John 5, Marlette, Medlocke, Rossington, J. Van Zant) - 4:29
8. Life's Twisted (Daly, Jon Lawhon, Chris Robertson) - 4:33
9. Nothing Comes Easy (Hambridge, Medlocke, Rossington, J. Van Zant) - 4:13
10. Honey Hole (Hambridge, Medlocke, Rossington, J. Van Zant) - 4:35
11. Start Livin' Life Again (Lowery, Marlette, D. Van Zant, J. Van Zant) - 4:23

## Personal
- Johnny Van Zant – voz
- Gary Rossington – guitarra
- Rickey Medlocke – guitarra
- Michael Cartellone – batería
- Johnny Colt – bajo
- Mark Matejka – guitarra
- Peter Kays – teclados
- Carol Chase - coros
- Dale Krantz-Rossington - coros